# Stock (motorfiets)
Stock is een historisch merk van motorfietsen.

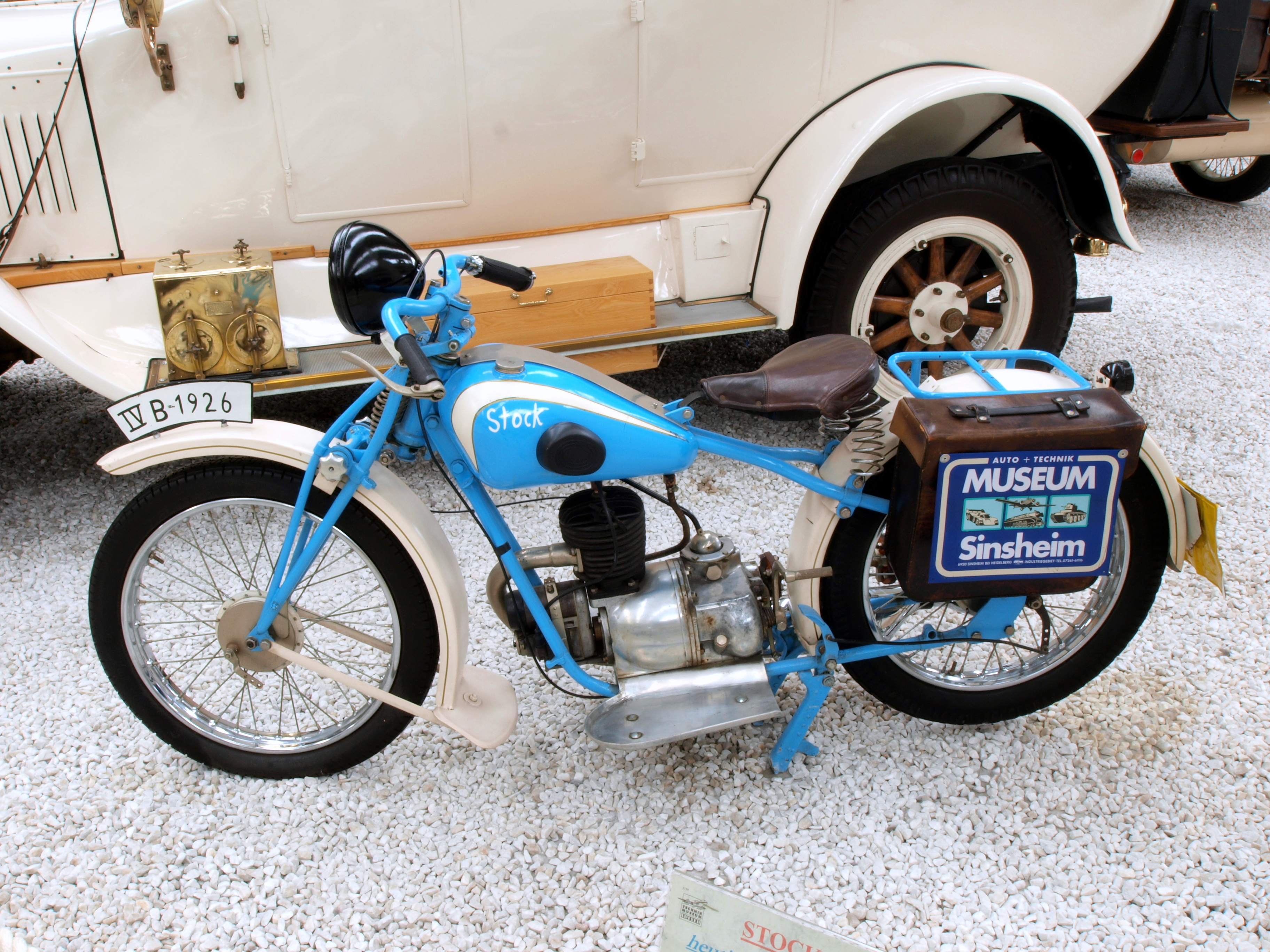
Stock uit 1926

De bedrijfsnaam was Stock Motorrad AG, later Stock Motorpflug AG, Berlin, Stock Motorradabteilung der Schnellpressen AG, Heidelberg (1924-1933).
De 119 cc Stock-modellen ontstonden uit de Amerikaanse Evans Powercycle. Evans was failliet gegaan en het Duitse Kahn-concern had de productierechten gekocht. De Stock motorploegenfabriek behoorde tot het Kahn-concern. 
Met het 119 cc-model werden verschillende wedstrijden gewonnen, waarbij de vrouwelijke fabriekscoureur Hanni Köhler de beste van de 7 Stock-rijders bleek. Zij reed in 1927 op het Opel-circuit in Rüsselsheim 10 wereldrecords bij elkaar. Vanaf 1928 werden er bij Stock ook 197- tot 298 cc tweetakten gebouwd, die door ing. Heuß ontwikkeld waren. Het waren blokmotoren met cardanaandrijving. 
Deze machines werden echter geproduceerd door de Schnellpressenfabrik Heidelberg (ook eigendom van Kahn). In 1933 werd de (Joodse) firma Kahn door het Nazi-regime ontmanteld.